# Tweede persoon (computerspelterm)
De term tweede persoon (Engels: second-person) duidt in computerspellen op het perspectief van een auctoriële verteller of een karakter in een spel dat niet een spelerskarakter is.
Naast spellen waar een verhaal en een tweede persoonsvorm verteld wordt, zoals Zork, The Stanley Parable en Colossal Cave Adventure, kan de tweede persoon in computerspellen ook betekenen dat het gezichtsveld van een ander karakter dan die van het spelerskarakter gebruikt wordt, zoals in één missie in Driver: San Francisco, waarin het karakter van de speler een auto moet achtervolgen, maar de achtervolgde auto bestuurt.
Een tweedepersoonsgezichtsveld komt in mindere mate voor in computerspellen dan de eerstepersoons- en derdepersoonsgezichtsvelden.